# Arne Larsson
Arne Larsson (26. maj 1915 – 28. december 2001) blev kendt for som den første i verden at få indopereret en pacemaker. Pacemakeren blev indsat i oktober 1958 af thoraxkirurgen Åke Senning på Karolinska Sjukhuset i Solna. Den fyldte en tredjedel af en hockeypuck. Inden han fik sin første pacemaker, kunne han besvime op til 20 gange om dagen. Arne Larsson nåede at opbruge ikke mindre end 26 pacemakere siden den første operation.